# Dolly Menga
Pour les articles homonymes, voir Menga.
Dolly Doningos Menga, ou plus simplement Dolly Menga, né le 2 mai 1993 à Verviers en Belgique est un footballeur international angolais qui évolue au poste d'attaquant.
Étant né en Belgique, il possède également la nationalité belge.